# Valentin Inzko sen.

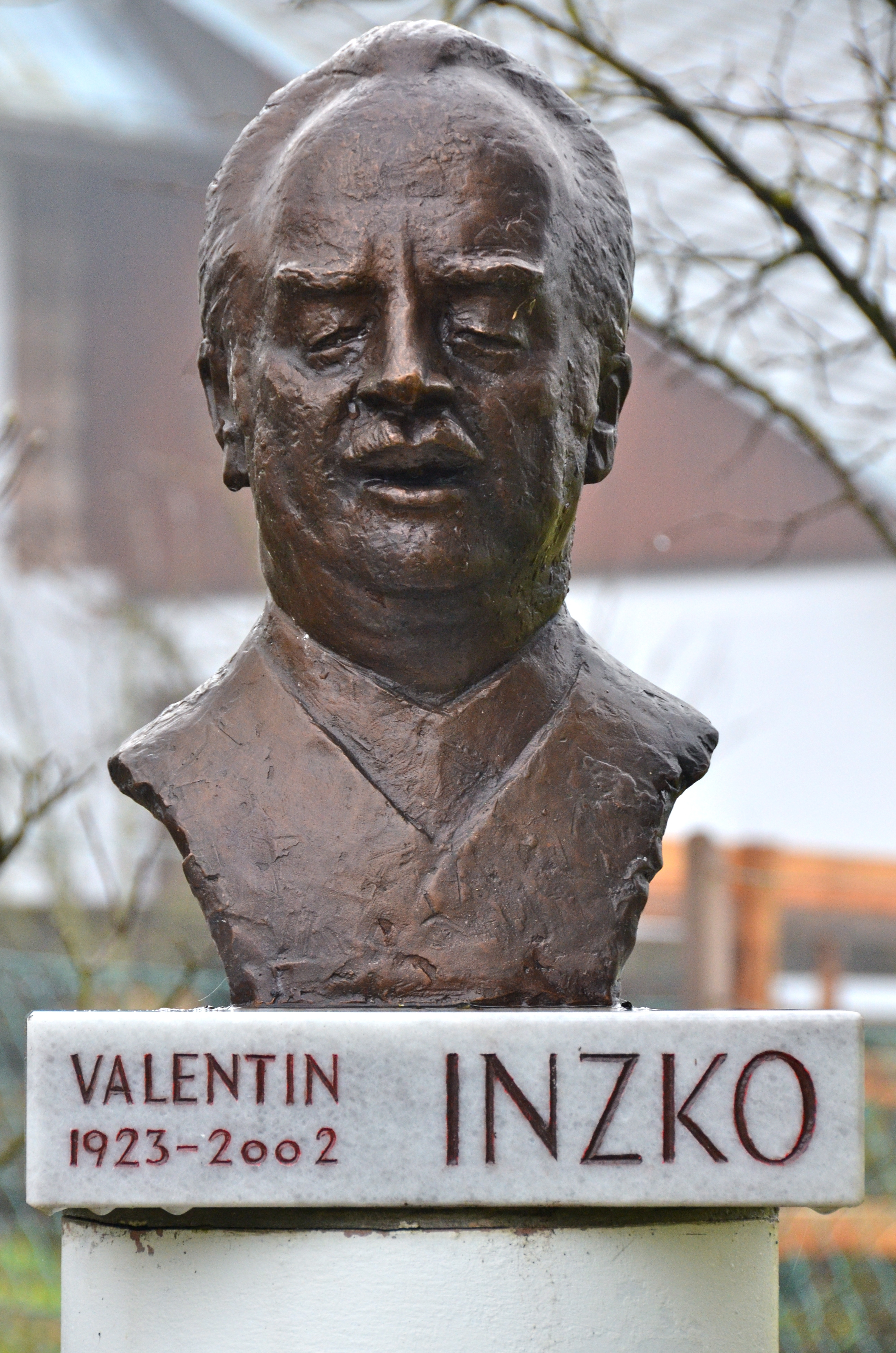
Büste im Kulturpark Suetschach von France Gorše

Valentin Inzko sen. (* 22. Jänner 1923 in Suetschach/Sveče, Kärnten; † 6. November 2002 in Klagenfurt) war ein österreichischer Slawist, Pädagoge und Politiker. Er war der Vater des Diplomaten Valentin Inzko.

## Leben
Nach einem Slawistik- und Geschichtestudium an der Karl-Franzens-Universität Graz unterrichtete er am Gymnasium in Klagenfurt und ab 1951 an der Lehrerbildungsanstalt Klagenfurt. 1963 bis 1988 war er Fachinspektor für den Slowenischunterricht in Kärnten, 1983 bis 1988 auch Leiter der Minderheitenabteilung beim Landesschulrat für Kärnten.
Er wirkte prägend in slowenischen Organisationen in Kärnten mit: von 1952 bis 1958 war er Sekretär des Rats der Kärntner Slowenen, von 1960 bis 1968 dessen Obmann; von 1958 bis 1959 war er Sekretär des Krščanska kulturna zveza (Christlicher Kulturverband); von 1958 bis 1992 Vorstandsmitglied und ab 1994 Vorsitzender des Ehrenbeirats der Hermagoras-Bruderschaft. Gemeinsam mit Ernst Waldstein war er Vorsitzender des Deutsch-slowenischen Koordinationsausschusses der Diözese Gurk und Herausgeber der elfbändigen Reihe Das gemeinsame Kärnten - Skupna Koroška.

## Auszeichnungen
- 1988: erster Preisträger des Einspieler-Preises, gemeinsam mit Ernst Waldstein[1]